# Jean-Pierre Baert
Jean-Pierre Baert (né le 29 novembre 1951 à Wetteren) est un coureur cycliste belge, professionnel entre 1974 et 1977.

## Palmarès
- 1975
  -  Champion de Belgique des clubs
  - 3e de la Flèche de Leeuw
- 1977
  - 3e du Tour du Pays basque

## Résultats sur les grands tours

### Tour de France
1 participation
- 1976 : hors délais (5e étape)

### Tour d'Espagne
2 participations 
- 1976 : 18e
- 1977 : 26e